# چلسی هاجز
چلسی هاجز (انگلیسی: Chelsea Hodges؛ زادهٔ ۲۷ ژوئن ۲۰۰۱) شناگر زن اهل استرالیا است.
وی در مسابقات کشوری و بین‌المللی در مجموع برندهٔ ۱ مدال طلا شده‌است.